# Mikael Bolyos
Edmund Mikael Bolyos, född 6 april 1957 i Danderyds församling i Stockholms län, är en svensk musiker, producent och låtskrivare. Han har en omfattande produktion som studiomusiker och har medverkat som låtskrivare i Melodifestivalen men är framförallt känd som Marie Fredrikssons mångårige ackompanjatör.

## Biografi
Mikael Bolyos är son till företagsledaren Imre Bolyos och Berit Hellman. Bolyos har en lång karriär som musiker, producent och låtskrivare. Tillsammans med Roger Pontare bildade han bandet Stars’N’Bars vilka gav ut ett par skivor i början av 1980-talet. Han har ackompanjerat artister som Thomas Ledin och Susanne Alfvengren. Som musiker har han medverkat på skivinspelningar med bland andra Pernilla Wahlgren, Robert Wells, Lill-Babs, Lisa Nilsson och Blossom Tainton. Som låtskrivare deltog han i Melodifestivalen 1993 med låten Välkommen till livet, framförd av Christer Björkman (skriven tillsammans med Örjan Strandberg).
Sedan 1990-talet är han främst känd som Marie Fredrikssons ackompanjatör och producent. Han finns bland upphovsmännen till ett antal låtar insjungna av Marie Fredriksson. Han har också gett ut egna skivorna Tjata, tjata och Gå Tillbaks Till Gå (1982), Aldri mer (1984) samt A family affair (2007).
Han var från 1994 till hennes död gift med sångerskan Marie Fredriksson (1958–2019) med vilken han fick en dotter 1993 och en son 1996.

## Diskografi i urval

### I eget namn
- 1982 – Tjata, tjata
- 1982 – Gå Tillbaks Till Gå
- 1984 – Aldri mer
- 2007 – A family affair

### Som medverkande
Låtskrivare, musiker eller producent
- 1983 – Jag hatar mitt jobb, Totte Wallin
- 1984 – Du finns i mig, Spargo
- 1985 – Bara en på tusen, Zpargo
- 1988 – The way I feel, Robert Wells
- 1991 – Tuffa takter!, SK Triangeln
- 1992 – Triangeln bubbling hits for sparkling moments, vol. 2
- 1992 – Who can really love you Sweet Thing featuring Pontare
- 1993 – Välkommen till livet, Christer Björkman
- 1993 – Mellan sommar och höst, Marie Fredriksson
- 1994 – Vilda fåglar – sånger om barn
- 1996 – Tro, Marie Fredriksson
- 1996 – I en tid som vår, Marie Fredriksson
- 2000 – Äntligen, Marie Fredriksson
- 2000 – Det som var nu, Marie Fredriksson (med Patrik Isaksson)
- 2000 – Most wanted 2000 – the hits of the year
- 2001 – Absolute svenskt
- 2003 – Kärlekssånger till ett barn. Volym 2
- 2004 – 2:nd chance, Marie Fredriksson
- 2004 – The change, Marie Fredriksson
- 2004 – All about you, Marie Fredriksson
- 2006 – Min bäste vän, Marie Fredriksson